# Ирвинг, Джон
Джон Уинслоу И́рвинг (англ. John Irving, род. 2 марта 1942, Эксетер, штат Нью-Гэмпшир), настоящее имя Джон Уоллас Блант-младший (John Wallace Blunt, Jr.) — американский писатель и сценарист, обладатель премии «Оскар».
Книги Ирвинга переведены на 35 языков.

## Биография
Ирвинг родился под именем Джон Уоллес Блант-младший в Эксетере, Нью-Гэмпшир, в семье Хелен Фрэнсис (урождённой Уинслоу) и Джона Уоллеса Бланта-старшего, писателя и рекрутера; пара рассталась во время беременности. Ирвинга воспитывали его мать и отчим, Колин Франклин Ньюэлл Ирвинг, который был преподавателем Академии Филлипса в Эксетере.
Ирвинг никогда не встречался со своим биологическим отцом, который был пилотом военно-воздушных сил во время Второй мировой войны. В июле 1943 года Джон Блант-старший был сбит над Бирмой, но выжил. Этот инцидент был описан в «Правилах сидрового дома». Джон узнал о героизме своего отца только в 1981 году, когда ему было почти 40 лет.
С 1961 года учился в университетах Айовы, Вены, Питтсбурга, в 1965 году получил степень бакалавра с отличием в университете Нью-Гэмпшира.
Первый роман Ирвинга «Свободу медведям» (в другом переводе «Выпусти медведей на волю») 1968 года был хорошо встречен публикой, в числе прочих хорошо о книге отзывался Курт Воннегут, который, кстати, был одним из учителей Ирвинга в писательской мастерской Университета Айовы.
За роман «Мир глазами Гарпа» 1979 года писатель получил Национальную книжную премию. Этот же, четвёртый по счёту, роман принёс ему известность.
В 1999 году вышла экранизация романа 1985 года «Правила дома сидра» (в другом переводе «Правила виноделов»). Сценарий к фильму написал сам автор, за что он получил премию «Оскар». Актёр Майкл Кейн, игравший в фильме, получил «Оскар» за лучшую мужскую роль второго плана. О работе над фильмом Ирвинг в том же 1999 году выпустил отдельную книгу «Мой кинобизнес».

## Экранизации
- Мир по Гарпу / The World According to Garp (США, реж. Джордж Рой Хилл, 1982)
- Отель «Нью-Хэмпшир» / The Hotel New Hampshire (США, реж. Тони Ричардсон, 1984)
- Саймон Бирч / Simon Birch (США, реж. Марк Стивен Джонсон, по роману «Молитва об Оуэне Мини», 1998)
- Правила виноделов / The Cider House Rules (США, реж. Лассе Хальстрём, 1999)
- Дверь в полу / The Door in the Floor (США, реж. Тод Вильямс, по роману A Widow for One Year = Мужчины не её жизни, 2004)